# 安徽省肥西中学
安徽省肥西中学创办于1957年，坐落于安徽省肥西县上派镇巢湖中路。原六安地区重点中学。2001年成为合肥市示范高中，2003年被评为安徽省示范高中。现任校长熊明飞。

## 学校概况
肥西中学校园面积7.5万平方米，其中建筑面积3.6万余平方米。目前有在校学生3400余人，教职工176人。

## 办学成果
肥西中学1995年毕业生高考达到大学本科录取分数线仅20人。但1994年程功明校长上任后，通过建设“商住房”等手段向社会筹集办学资金，加快了校园建设并吸引了师资队伍。2002年，肥西中学毕业生高考逾半达到大学本科录取线，计400余人。至2007年，肥西中学已有100余毕业生考入中国科学技术大学、清华大学、复旦大学、浙江大学、上海交通大学等名校。

## 学校荣誉
学校先后获得“全国贯彻《学校体育工作条例》先进单位”、“全国读书活动先进组织学校”、“安徽省家教名校”、“安徽省绿色学校”、“安徽省电教一类达标学校”、“合肥市爱国主义教育示范学校”、“合肥市安全文明校园”、“合肥市未成年人保护示范单位”、“合肥市德育先进学校”、 “合肥市卫生先进单位”等一系列荣誉。

## 著名校友
- 金晶 前中国轮椅击剑队队员
- 韩先聪 现安庆市委书记